# Festival da Canção 1982
Das 19. Festival da Canção fand am 6. März 1982 im Teatro Municipal Maria Matos in Lissabon statt. Der austragende Fernsehsender war Rádio e Televisão de Portugal. Gleichzeitig diente es als portugiesischer Vorentscheid für den Eurovision Song Contest 1982 im Vereinigten Königreich. Das Finale fand mit 12 Teilnehmern statt.
Im Finale am 6. März wurde per Juryvoting abgestimmt. Sieger des Wettbewerbs und damit Portugals Beitrag zum Eurovision Song Contest in Harrogate war die Frauenband Doce mit dem Song Bem Bom, die im Finale den 13. von 18. Plätzen belegte.

## Teilnehmer
Finale
| Startnr. | Interpret           | Lied                               | Musik und Text                                              | Rang | Punkte |
| -------- | ------------------- | ---------------------------------- | ----------------------------------------------------------- | ---- | ------ |
| 1.       | S. A. R. L.         | Quero ser feliz agora              | T/M: Pedro Osório                                           | 4.   | 147    |
| 2.       | Dina                | Em segredo                         | T/M: Tozé Brito                                             | 8.   | 74     |
| 3.       | Fernanda            | Vai mas vem                        | T: Mário Tavares; M: Pedro Calvário                         | 10.  | 52     |
| 4.       | Alexandra           | Até amanhecer                      | T: Tozé Brito; M: Pedro Brito                               | 3.   | 156    |
| 5.       | Isa                 | Sonho a dois                       | T: Rui Eduardo Rocha; M: Luís Manuel Fernandes              | 12.  | 27     |
| 6.       | Cândida Branca Flor | Trocas e baldrocas                 | T/M: Carlos Paião                                           | 2.   | 176    |
| 7.       | Dina                | Gosto do teu gosto                 | T: Ondina Veloso; M: António Pinho                          | 6.   | 125    |
| 8.       | Joana               | Amor Português                     | T/M: Fernando Guerra                                        | 7.   | 77     |
| 9.       | Marco Paulo         | É o fim do mundo                   | T/M: Fernando Guerra, João Henrique                         | 9.   | 48     |
| 10.      | Doce                | Bem Bom                            | T/M: António Pinho                                          | 1.   | 182    |
| 11.      | Bric-à-Brac         | Tudo tim-tim por tim-tim           | T: Manuel José Soares; M: Armindo Neves, Manuel José Soares | 9.   | 73     |
| 12.      | Broa de Mel         | Banha da cobra, estica e não dobra | T/M: Manuel José Soares                                     | 5.   | 139    |